# 沃瑟姆 (密蘇里州)
沃瑟姆（英語：Wortham）是位於美國密蘇里州聖弗朗索瓦縣的普查規定居民點。

## 歷史
沃瑟姆的郵局於1825年設立，其後於1969年停運。

## 人口
根據2020年美國人口普查的數據，沃瑟姆的面積為2.33平方千米，當中陸地面積為2.31平方千米，而水域面積為0.02平方千米。當地共有人口197人，而人口密度為每平方千米84.55人。